# Rozśpiewani rówieśnicy
Piosenki Rówieśników – album muzyczny Filipinek wydany w 1965 roku w Polsce przez Pronit (L0454).

## Materiał muzyczny
Na pierwszej płycie długogrającej zespołu znalazły się piosenki utrzymane głównie w stylistce popu. Poza utworem Ave Maria no morro (Herivelto Martins / Tadeusz Czarkowski), którego interpretacja przyniosła Filipinkom podczas występu na Wielkim Festiwalu Muzyki, Pieśni i Tańca we Wrocławiu w 1961 r. pierwsze istotne wyróżnienie w ich karierze, był to premierowy repertuar w przeważającej mierze skomponowany przez opiekuna zespołu Jana Janikowskiego do tekstów Włodzimierza Patuszyńskiego. Największym powodzeniem wśród słuchaczy cieszyły się przede wszystkim Charleston nastolatków (Jan Janikowski / Włodzimierz Patuszyński) (teledysk do piosenki kręcony był w Stoczni Szczecińskiej im. Adolfa Warskiego), Rówieśnicy (Jan Janikowski / Włodzimierz Patuszyński) (w teledysku wykorzystano reporterskie ujęcia zarejestrowane na ulicach Warszawy podczas XX Zlotu Młodzieży latem 1964 r.) oraz Babunia z portretu (Jan Janikowski / Zenon Wawrzyniak i Zbigniew Zapert).

## Informacje dodatkowe
Sprzedaż albumu Rozśpiewani rówieśnicy w Polsce według Składnicy Księgarskiej (dane z lat 1973–1975) wyniosła 182.350 egzemplarzy, ale longplay pod tytułem Песни Весёлых Девчат został także dodatkowo wytłoczony przez Pronit na rynek radziecki w nieznanym nakładzie. Płyta ukazała się w dwóch wersjach – stereo i monofonicznej. Drobną część dochodu ze sprzedaży płyty przekazywano na Społeczny Fundusz Odbudowy Stolicy, któremu poświęcona była piosenka Wspomnieniami wrócimy do szkoły (Jan Janikowski / Włodzimierz Patuszyński). Okładkowa sesja zdjęciowa Filipinek odbyła się jesienią 1964 r. na stopniach schodów przed głównym wejściem do Pałacu Kultury i Nauki w Warszawie, kostiumy w których wystąpiły wokalistki wykonały dla zespołu szczecińskie Zakłady Przemysłu Odzieżowego „Dana”, a zaprojektowała je Zofia Zdun-Matraszek, ówczesna szefowa działu projektów firmy.

## Lista utworów
|          | Nr                              | Tytuł              | Muzyka                             | Słowa | Czas |
| -------- | ------------------------------- | ------------------ | ---------------------------------- | ----- | ---- |
| Strona A |                                 |                    |                                    |       |      |
| 1        | Rówieśnicy                      | Jan Janikowski     | Włodzimierz Patuszyński            | 4:25  |      |
| 2        | Piosenki twego snu              | Ryszard Sielicki   | Włodzimierz Patuszyński            | 3:16  |      |
| 3        | Walc 65                         | Jan Janikowski     | Włodzimierz Patuszyński            | 3:03  |      |
| 4        | Jutro pogoda lub deszcz         | Wojciech Piętowski | Andrzej Tylczyński                 | 3:03  |      |
| Strona B |                                 |                    |                                    |       |      |
| 1        | Ave Maria no morro              | Herivelto Martins  | Tadeusz Czarkowski                 | 5:00  |      |
| 2        | Babunia z portretu              | Jan Janikowski     | Zenon Wawrzyniak i Zbigniew Zapert | 3:19  |      |
| 3        | Charleston nastolatków          | Jan Janikowski     | Włodzimierz Patuszyński            | 3:08  |      |
| 4        | Wspomnieniami wrócimy do szkoły | Jan Janikowski     | Włodzimierz Patuszyński            | 2:58  |      |

## Wykonawcy
Filipinki w składzie:
- Zofia Bogdanowicz
- Niki Ikonomu
- Elżbieta Klausz
- Krystyna Pawlaczyk
- Iwona Racz
- Krystyna Sadowska
- Anna Sadowa

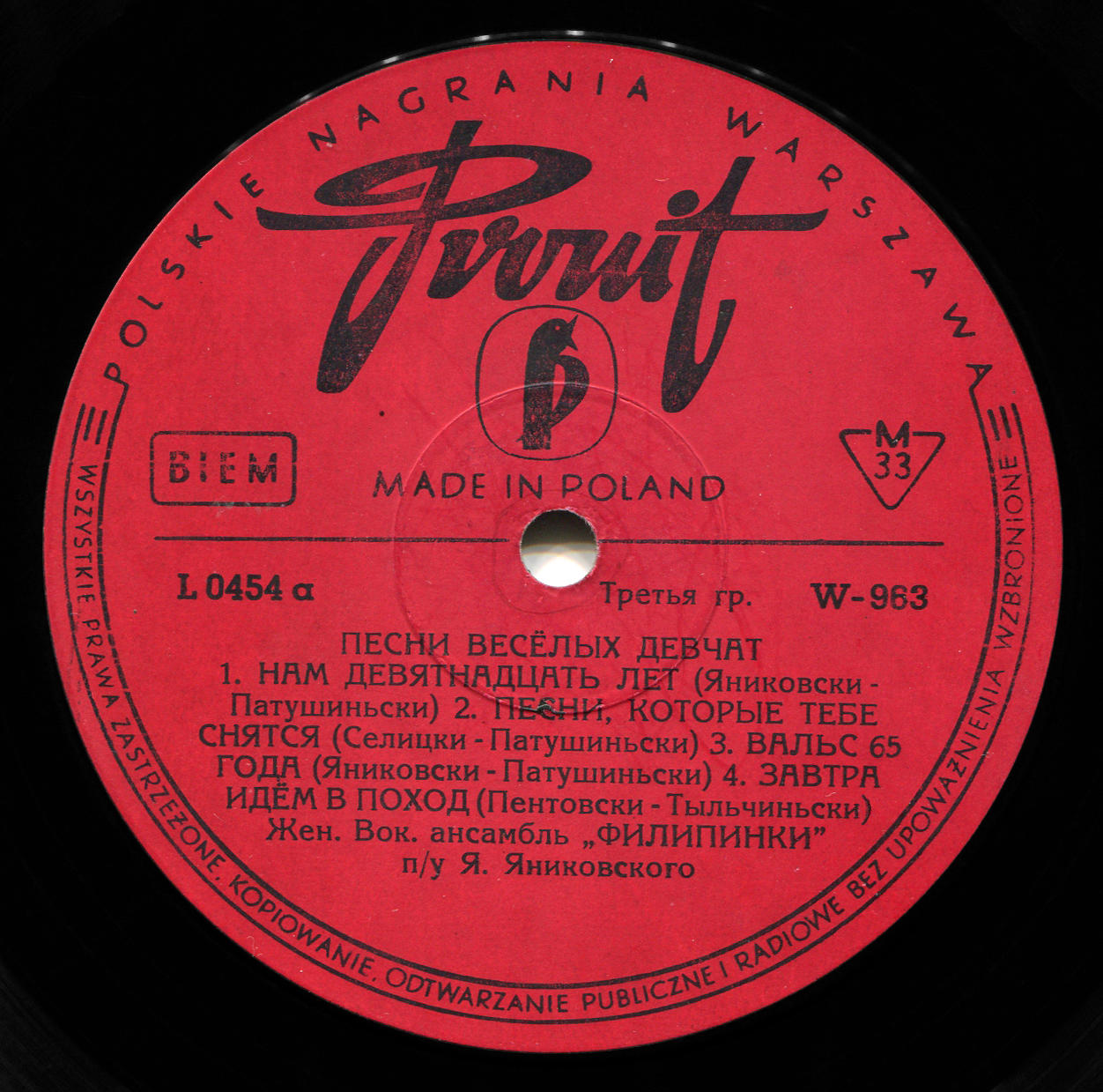
Rosyjskojęzyczna etykieta z płyty Filipinek „Rozśpiewani rówieśnicy” (strona A) – wersja eksportowa albumu na rynek radziecki, 1965 r.

Zespół instrumentalny Jana Janikowskiego.
Opieka artystyczna i aranż – Jan Janikowski.